# Hinrich van der Smissen

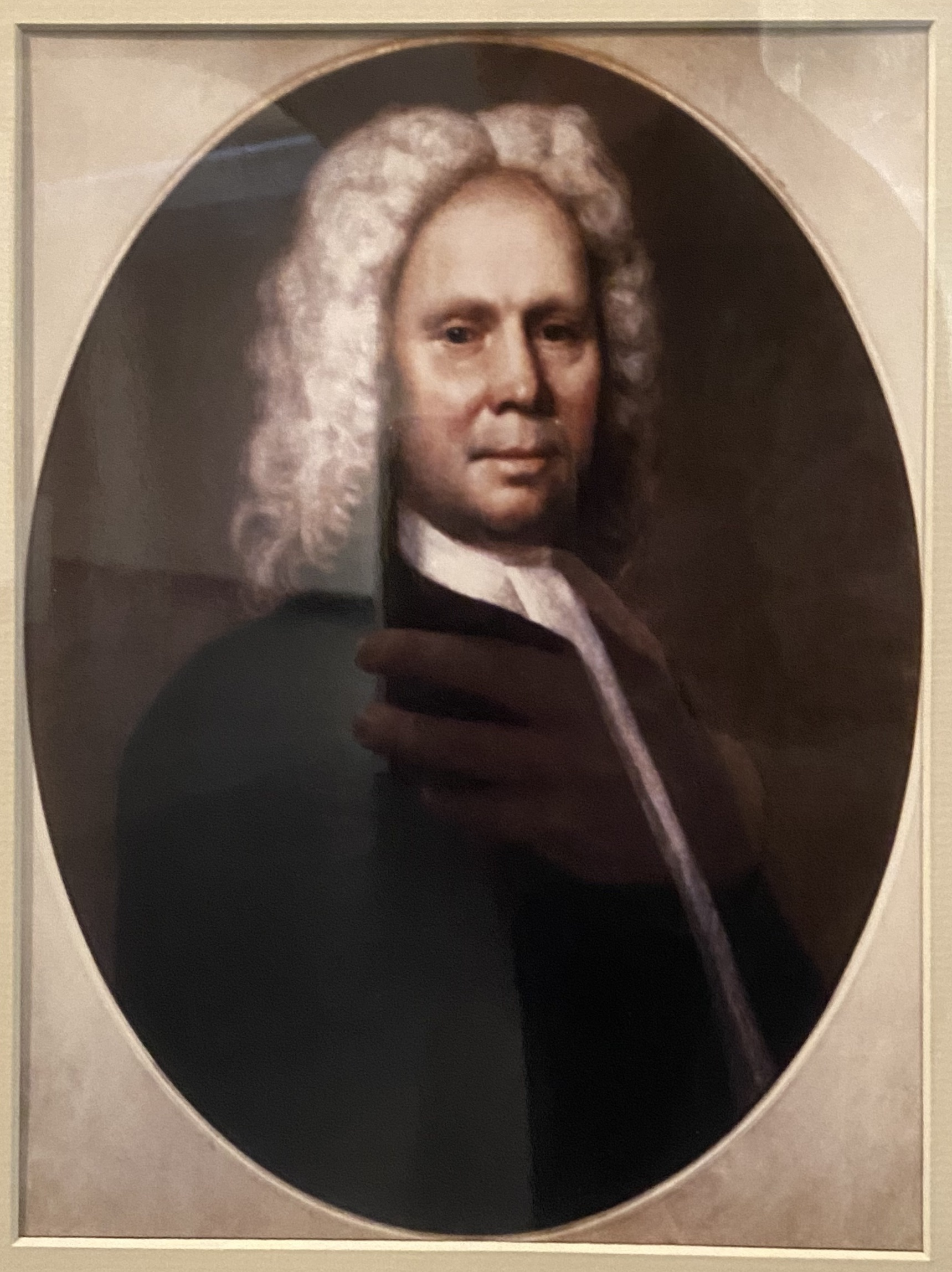
Hinrich van der Smissen, Portraitbild im Altonaer Museum.

Hinrich van der Smissen (* 24. Januar 1662 in Glückstadt; † 1. Juli 1737 in Altona) war ein deutscher Bäcker, Unternehmer und Reeder.

## Leben und Wirken als Unternehmer
Hinrich van der Smissen war ein Sohn des Kaufmanns Gysbert van der Smissen, der sich als Mennonit mit königlichem Privileg in Glückstadt und später Altona niedergelassen hatte, ohne dort die vollen Bürgerrechte zu genießen, und dessen erster Ehefrau Cathalina, geborene Hendriks. Im Alter von 15 Jahren nahm er eine Lehre bei dem mennonitischen Hamburger Kaufmann Jacob Kops auf, die vertragsgemäß sieben Jahre dauern sollte. Vermutlich aufgrund der Belagerung Hamburgs durch dänische Truppen endete die Lehrzeit bereits im folgenden Jahr 1678, weil er als dänischer Untertan in Hamburg als Ausländer galt. Danach arbeitete er angeblich auf einem Hamburger „Grönlandfahrer“, der von Dänen geentert wurde. Anschließend arbeitete er wohl als Hauslehrer in Norwegen und kam wenig später ohne Geld zurück nach Glückstadt.
In Glückstadt lernte van der Smissen in der Bäckerei seines Vaters und schloss im Juni 1679 eine Bäckerausbildung ab. 1682 ging er mit seinem Vater nach Altona und führt ab dem Mai 1684 die Bäckerei. Aufgrund des positiven Geschäftsverlaufs konnte er schnell Geld zurücklegen. Ein Grund für seinen Erfolg soll die Tatsache gewesen sein, dass er täglich morgens vor den anderen Bäckern mit seinem Boot die Grönlandfahrer auf der Elbe besuchte und sie mit Brot belieferte.
Wahrscheinlich um 1685 nutzte van der Smissen seine Rücklagen und kaufte das Geschäftshaus an der Elbbrücke, in dem er bis dahin nur Mieter gewesen war. Kurze Zeit später ließ er gemeinsam mit einem Verwandten seiner späteren Gattin namens Jan Elias Münster, der als Mennonit in Glückstadt eine Reederei unterhielt, eine Schiffsanlegestelle einrichten. Münster wollte auf das gemeinsame Grundstück mit seinem Unternehmen ziehen; die Anlegestelle sollte der Grönlandfahrt dienen. Van der Smissen schrieb in seiner Autobiografie, dass er dort die ersten Packhäuser Altonas bauen ließ. Es ist nicht bekannt, ob Walfänger tatsächlich an der zum Unternehmen gehörenden Anlegestelle beladen wurden. Van der Smissen lagerte in den Häusern jedoch schlesische Leinen, später Kaffee, Tee, Tabak, Reis, Gewürze und andere Kolonialwaren ein, mit denen er Konditionsgeschäfte betrieb.
Aufgrund der von van der Smissen neu gebauten Kaianlagen nahmen die Auseinandersetzungen zwischen Altona und Hamburg zu. Während der dänischen Belagerung Altonas im Jahr 1686 griffen die Hamburger zu Waffengewalt und trafen die Lagerhäuser mit 100 Kanonenkugeln. In einem Konsignationslager im Hamburger Rummel-Hafen befanden sich zudem Stückgüter van der Smissens, die die Hamburger beschlagnahmten und dafür doppelten Zoll verlangten. Dieser „Hafenkrieg“ bestimmte über mehrere Generationen die Einstellung der Familie van der Smissens zu Hamburg. Als Reeder und Spediteure versuchten sie mehrfach, den Altonaer Hafen zu erweitern und die dortige Industrie und Handelsflotte zu stärken.
Van der Smissen erwarb danach weiteren Grundbesitz und diskutierte mit seiner Frau alle wichtigen Entscheidungen.  Auch sein Schwiegervater half ihm, während kurzer Zeit zum größten privaten Grundbesitzer der Stadt aufzusteigen. Ab der Jahrhundertwende erwarb er viele Grundstücke am Elbhang. Auf den östlichen Oberlandgrundstücken ließ er zunächst vermietete Wohnhäuser bauen. Seine Erben kauften die Häuser, die bereits Mitte des 18. Jahrhunderts als begehrteste Wohngebiete Altonas galten, später. 1706 kaufte van der Smissen von Oberpräsident Matthias Jessen eine Anhöhe südlich der Palmaille. Von Jessen hatte darauf bestanden, dass der Käufer einen 10 Fuß breiten Strich zugunsten eines Fahrwegs unbebaut ließ. Van der Smissen ließ jedoch 40 Fuß breit frei und gab ihr damit das heute noch charakteristische Aussehen. 1707 gab er eine Straße in Auftrag, die orthogonal von der Palmaille zur Elbe führte und somit erstmals das Altonaer Oberland mit dem Unterland verband. Der Bodenaushub wurde dazu genutzt, Land an der Elbe aufzuschütten und dort weitere Lagerhäuser und Kaianlagen anzulegen.
Van der Smissen gehörte einer Gemeinschaft mennonitischer Investoren an, die Landflächen kauften. 1703 wurden die Grundstücke mit einer Wassermühle vergemeinschaftet; später gehörten sie ihm alleine. 1704 ließ er auf dem Lünkberg eine Wind- und eine Wassermühle bauen. Um 1710 eröffnete er eine zweite Bäckerei, die sich am unteren Abschnitt seiner Privatstraße „Unterland Ecke Große Elbstraße und Süderallee“ befand. Um 1720 ließ er auf der Ostseite der Süderelbe eine Abdeichung vornehmen Dabei entstanden zusätzliche Wohnhäuser und Lagerräume. Während dieser Zeit kaufte er auch Grundstücke in Eiderstedt, wo sein Großvater lebte. Spätestens um 1725 gehörte ihm der rund 90 Hektar große Stadthof im Freesenkoog und im Nordwesten Eiderstedts, wahrscheinlich der Deichpflicht geschuldet, einen abgabebefreiten Hof nebst Ländereien im Alten Augustenkoog. Für einige Zeit hatte van der Smissen auch eine Brauerei an der Südseite der Großen Elbstraße. Im Jahr 1721 übernahm er gemeinsam mit dem Brauern Behn die Interessenvertretung der Altonaer Bierbrauer.
Van der Smissen lehnte merkantilistische Firmenkonstrukte ab, sah sich jedoch von den Regierungsbehörden gezwungen, derartige Unternehmen zu gründen und zu betreiben. Bei seinem Tod gehörten ihm eine Kommission, eine Spedition, zwei Weißbäckereien, eine Stärkefabrik, eine Ankerschmiede, ein Sägewerk, eine Schiffswerft, eine Grützmühle, eine Kattunfärberei, zwei Färbereien für Laken und Seite, eine Wandscherer- und -bereiterei, die eigene, 135 Meter lange Wandrahmen hatte. Hinzu kamen Mühlen in Nienstedten und Klein Flottbek und viele Häuser, Höfe, Grundstücke und Beteiligungen.
Van der Smissen gewährte Altona mehrfach Kredite, um die Stadt wieder aufzubauen oder um Kriegskontributionen zahlen zu können, darunter im Jahr 1700, in den Nils Carlsson Gyllenstjerna damit drohte, Altona in Brand zu setzen. Van der Smissen selbst verlor wiederholt unverschuldet viel Vermögen. Bei einem Brand im November 1711 mussten er und seine Partner Schäden hinnehmen. Sein Schwiegervater verlor beide Brauereien. Van der Smissen leitete danach ein Konsortium, um die Brauereien neu zu errichten. Sie eröffneten im Folgejahr und „schöner und beßer als vorhin“, wie van der Smissen in seiner Autobiografie schrieb. Während des Schwedenbrandes verlor er sämtliche 18 Bauwerke, was ihn alle 50.000 Reichstaler kostete, was ihn „fast aller Mittel beraubt“ hätte.
Im April 1713 berief der Altonaer Oberpräsident eine Baukommission ein, die überwiegend aus Bürgern bestand und den Wiederaufbau Altonas leiten sollte. Obwohl er Mennonit war und daher keine öffentlichen Ämter hätte übernehmen dürfen, trat auch van der Smissen in das Gremium ein. Was er in dieser Kommission tat, ist nur wenig dokumentiert. Er bot seine Lagerhöfe und -räume an, um dort Baumaterial zu lagern. Er wurde mehrfach der Vorteilsnahme verdächtigt, arbeitete aber bis zur Auflösung der Gruppe im Jahr 1716 aktiv mit. Die der Kommission angehörenden Oberbehörden beurteilten seine Arbeit positiv. Nicht alleine aufgrund dieser Tätigkeiten, sondern auch der Erschließung des zentralen Stadtteils und der Anlage eines Gewerbegebietes trug er den Ehrentitel des „Stadtgründers“.
Unklar ist, welche Rolle van der Smissen in der mennonitischen Flaminger-Gemeinde spielte. Gemäß Quellen übernahmen er und seine Söhne nie Ämter in der Gemeinde. Er galt jedoch aufgrund zweiter Stiftungen als „eine wirtschaftliche Stütze der Gemeinde“. Dabei spendete er 300 Courantmark für den Neubau der abgebrannten Mennonitenkirche und 1734 ein an die Kirche angrenzendes Grundstück, auf dem Predigerwohnungen entstehen sollten. Mit der Schenkung von 1734 schloss er die Gemeinde von darüber hinausgehenden Zuflüssen aus seinem Testament jedoch aus. In seinem drei Jahre später erstellten Testament sah er für die Gemeinde lediglich die „Legata“ aus der Nachlassmasse vor. Er entschied sich für einen Familien-Fideikomiss nach adligem Beispiel. Der Gemeinde sollten nur Mittel zufließen, falls einer der Familienstämme erlöschen sollte.
Van der Smissen galt als undogmatische Persönlichkeit, die fremde Einflüsse aufgriff und alle Formen strengen Konfessionalmus‘ ablehnte. Ein Beispiel war seine Tätigkeit in der Baukommission, in der er eng mit Johann Peter Flügge kooperierte, der sich nach jahrzehntelangem Streit von der Flaminger-Gemeinde getrennt hatte. Ein weiteres Anzeichen hierfür waren Porträts van der Smissens und seiner Frau, bei denen sie Abendgewänder und Allonge-Perücken trugen, was Gerrit Roosen als Gemeindeältester zur Jahreswende 1706/07 schriftlich entschieden abgelehnt hatte.
Darüber hinaus ist dokumentiert, dass van der Smissen ab 1727/29 eine Gruppe von aus Schlesien vertriebenen Anhängern Kaspar Schwenckfelds unterstützte und ihnen die Auswanderung nach Pennsylvania finanzierte. Die Schwenkfelder Church nennt hierfür das Jahr 1734, was wahrscheinlicher erschien. Ab dem Sommer 1723 pflegte er freundschaftliche Kontakte zu den Quäkern Richard und Susanna How, die in London und auf Gut Aspley lebten. Bei ihnen ließ er seinen Sohn Gysbert wohnen und ausbilden. Sein Sohn besuchte höchstwahrscheinlich auch Gottesdienste und religiöse Unterweisungen der Religious Society of Friends.
Von der Smissen ist auf dem Mennonitenfriedhof Hamburg-Altona bestattet.

## Familie
Am 14. Mai 1693 heiratete van der Smissen in Altona Maria de Vos (* 24. November 1674 in Altona; † 11. Juni 1732 ebenda). Ihr Vater war der Altonaer Bierbrauer und Kaufmann Pieter de Voss. Das Ehepaar van der Smissen hatte zwei Töchter und vier Söhne, darunter der Firmennachfolger Gysbert und der Maler Dominicus, dessen Porträt des Vaters sich in der Sammlung der Hamburger Kunsthalle befindet. Ein Sohn starb früh.